# Vol EAS Airlines 4226
 (mai 2025).
Si vous disposez d'ouvrages ou d'articles de référence ou si vous connaissez des sites web de qualité traitant du thème abordé ici, merci de compléter l'article en donnant les références utiles à sa vérifiabilité et en les liant à la section « Notes et références ».
Le vol EAS Airlines 4226 était un vol intérieur régulier, reliant Kano et Lagos, au Nigeria. Le 4 mai 2002, l'appareil desservant ce vol, un BAC 1-11, avec 69 passagers et 8 membres d'équipage à bord, s'est écrasé dans une zone résidentielle densément peuplée située à environ 3 km de l'aéroport international Mallam Aminu Kano et a pris feu, entraînant la mort de 66 passagers et 7 membres d'équipage à bord. De plus, on compte au moins 30 morts et 47 blessés au sol. Avec un total de 103 morts, il s'agit de l'accident aérien le plus meurtrier impliquant un BAC 1-11.
Le Bureau nigérian d'enquête et de prévention des accidents (en) (AIPB) a attribué cette catastrophe à une erreur de pilotage. Lors du décollage, l'avion a dépassé la fin de la piste et a roulé sur plusieurs centaines de mètres. La poussière soulevée par les roues de l'avion a été absorbée par les moteurs, réduisant rapidement leur puissance. Le train d'atterrissage sorti a aggravé la situation, et l'avion s'est finalement écrasé en raison d'un décrochage causé par la vitesse anémométrique compromise, avant de s'écraser au sol. En l'absence d'enregistreurs de vol utilisables, les raisons pour lesquelles l'équipage a accidentellement dépassé la piste n'ont pu être déterminées avec exactitude.

## Avion
L'appareil impliqué était un BAC 1-11 525FT, immatriculé 5N-ESF (numéro de série 266). L'avion a été fabriqué en 1980 et a été livré pour la première fois à TAROM, immatriculé YR-BCN. Il a ensuite été loué à Inex-Adria Aviopromet et Ryanair, avant d'être rendu à TAROM en 1989. En juillet 2001, Il a été acquis par EAS Airlines (en) et l'avion a été intégré dans la flotte le 2 août. Au moment de l'accident, l'appareil avait accumulé un total de 24 644 heures de vol et 16 844 cycles (décollage/atterrissage).
L'avion était propulsé par deux turboréacteurs Rolls-Royce Spey 512-14DW. Le moteur gauche a été installé en 2000, tandis que le moteur droit a été installé plus récemment, le 2 mai 2002, après son transfert depuis un autre BAC 1-11, immatriculé 5N-ESD. La dernière visite de maintenance majeure a eu lieu en janvier 2001. Avant l'accident, il a été immobilisé au sol à deux reprises : une fois en 2001 pendant onze jours pour effectuer la maintenance du moteur gauche, et une autre fois en 2002 pendant 52 jours pour résoudre d'autres problèmes liés aux moteur. 

## Passagers et équipages
Le vol 4226 transportait 69 passagers et 8 membres d'équipage, contrairement aux rapports initiaux qui affirmaient que l'avion transportait 105 passagers. La plupart des passagers étaient des ressortissants nigérians, avec également un Libanais et au moins un passager britannique à bord. Le journal nigérian Daily Trusta rapporté qu'au moins trois ressortissants français étaient parmi les personnes à bord. Au total, 23 passagers ont embarqué à Kano pour se rendre à Lagos, tandis que 47 passagers à destination de Lagos étaient montés à bord à Jos, la destination précédente de ce vol.
Parmi les passagers se trouvait notamment le ministre nigérian des Sports, Ishaya Mark Aku (en). Il se rendait au match de préparation de la Coupe du monde de football 2002 entre le Nigeria et le Kenya. Julie Useni et Danjuma Useni, l'épouse et le fils de l'ancien ministre du territoire de la capitale fédérale du Nigeria, Jeremiah Useni (en), étaient également à bord.
Le commandant de bord était Peter Abayomi Inneh (49 ans). Il a rejoint EAS Airlines en 2000 et comptabilisait plus de 14 000 heures de vol à son actif, dont 7 000 heures sur BAC 1-11. Le copilote était Chris Adewole Adegboye (47 ans). Il totalisait plus de 8 000 heures de vol, dont 3 350 heures sur BAC 1-11. Dans le cockpit se trouvait également deus ingénieurs de vol, Emmanuel Idoko et Muhammad Sarki.

## Accident

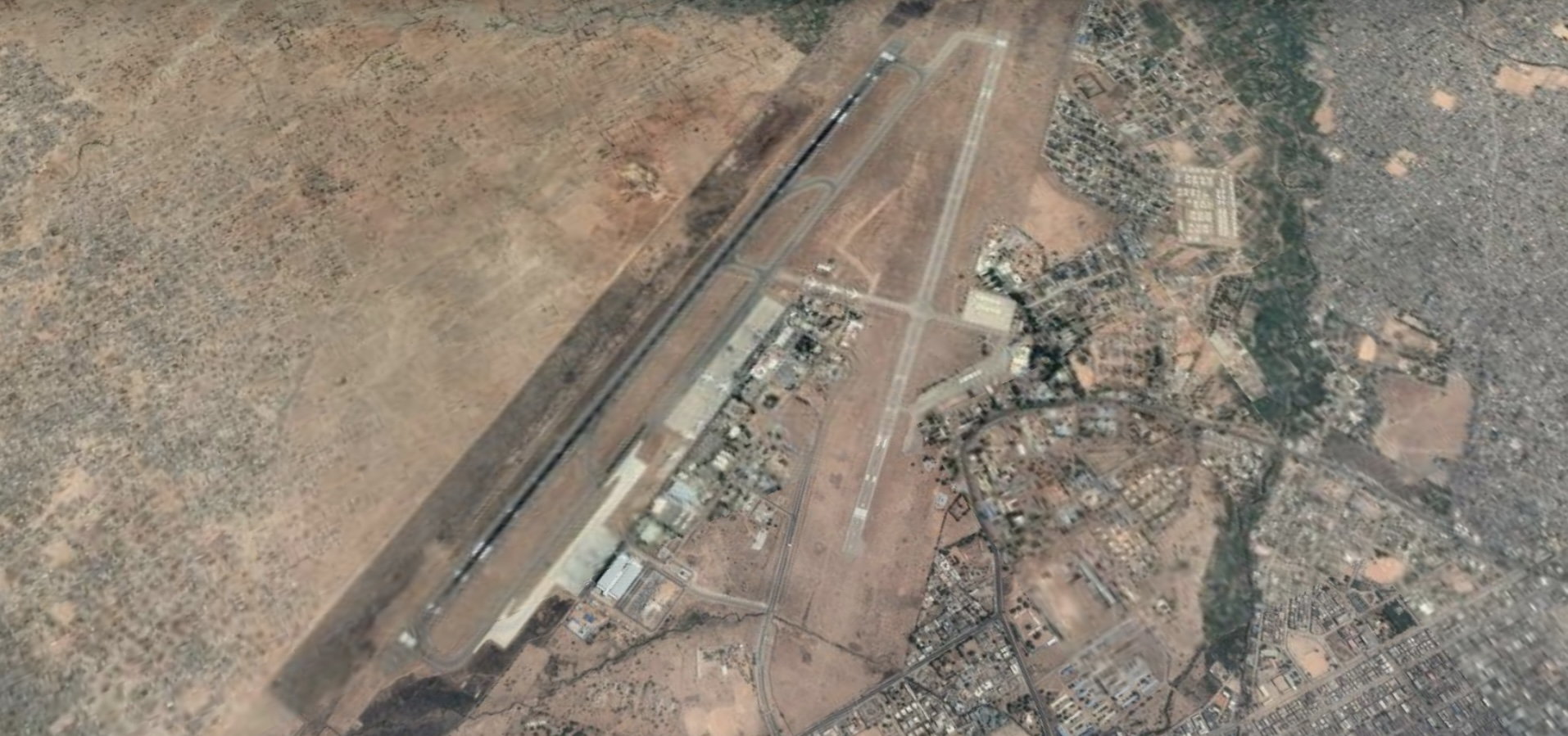
Vue aérienne de l'aéroport de Kano.

Pendant le roulage sur la piste 23 de l'aéroport international Mallam Aminu Kano, le contrôleur de la tour a constaté que l'avion se déplaçait lentement, voire beaucoup plus lentement que d'habitude. Lorsqu'il a franchi le seuil de piste, le nez était en position relever, mais le train d'atterrissage n'avait toujours pas quitté le sol. L'avion a fini par dépasser l'extrémité de la piste 23 et a heurté deux feux de piste. Alors qu'il est sorti de la piste, une nuée de poussière était alors visible depuis la tour de contrôle. L'avion a ensuite décollé au-delà de la piste, mais avant de pouvoir s'élever au-dessus du sol, le train d'atterrissage a heurté une dépression au sol, provoquant un impact violent qui a fait trembler l'appareil tout entier. L'impact a fait tomber certaines parties du plafond sur le plancher de la cabine. Après cet impact, l'avion a été recouvert d'un énorme nuage de poussière. 
Bien que le BAC 1-11 ait réussi à décoller de la piste, sa vitesse a commencé à chuter et l'équipage s'est retrouvé face à un décrochage imminent. Le vol 4226 a alors commencé à osciller de tous les côtés. Le commandant Inneh a signalé à la tour de contrôle une panne moteur. L'équipage a tenté d'éviter le décrochage et a décidé d'abaisser le nez, mais l'altitude était trop basse et des maisons étaient déjà visibles depuis la cabine « à quelques mètres en dessous de l'avion ».
Les personnes au sol, témoins de l'arrivée de l'avion, se sont précipitées au sol pour se mettre à l'abri. L'avion n'a pas pu prendre suffisamment de l'altitude et n'a pas réussi à éviter les différents obstacles sur sa trajectoire. Il a ensuite heurté le minaret d'une mosquée, puis de nombreuses maisons et une école islamique locale au sol. L'avion a ensuite percuté une autre mosquée à pleine vitesse et a explosé à l'impact. Différents services religieux ont eu lieu dans les mosquées locales et au moins 100 élèves se trouvaient dans le complexe scolaire au moment de l'accident. De nombreux bâtiments ont été complétement détruit, dont l'école et la mosquée.

## Bilan
Au lendemain de l'accident, 103 personnes ont été tuées, dont 66 passagers et 7 membres d'équipage. Le nombre exact de victimes au sol n'a jamais pu être déterminé, mais le bilan fait état de plus de 30 morts. Plus de 10 enfants auraient péri dans l'accident. Les corps des victimes ont été transportés vers différents hôpitaux de Kano. Le centre médical des forces armées nigérianes a indiqué avoir reçu 22 corps, tandis que l'hôpital général Murtalla Mohammed de la ville en a reçu 61 ; les 23 autres ont été répartis dans plusieurs hôpitaux privés de Kano. La plupart des corps étaient gravement brulés, voir carbonisés.
Un membre d'équipage et trois passagers ont survécu au crash. Il y avait initialement cinq survivants, mais l'un d'eux a finalement succombé à ses blessures. Sur les quatre survivants, un s'en est sorti indemne, un autre a été légèrement blessé, tandis que les autres étaient dans un état grave. Deux survivants ont dû être envoyés à l'étranger pour y être soignés, en raison de la gravité de leurs blessures ; l'un d'eux a du être soigné à Cologne. La majorité des survivants étaient assis à l'arrière ou près de la partie arrière de l'avion. 
Quarante-sept autres personnes ont été blessées au sol lors de l'accident. Sur ces 47 personnes, 24 ont été grièvement blessées et les 23 autres ont subi des blessures légères.
Les secouristes ont déclaré qu'au moins 30 maisons avaient été entièrement détruites ; la Croix-Rouge nigériane (en) a ajouté que plusieurs centaines de personnes s'étaient retrouvées sans abri.

## Enquête
Le rapport final attribue l'accident du vol 4226 à l'incapacité de l'équipage à exécuter la phase de décollage en toute sécurité sur la longueur de piste disponible. Le manque de coordination entre les membres de l'équipage a empêché l'avion de prendre de l'altitude rapidement et en toute sécurité, ce qui a finalement provoqué son crash.
L'enquête a également révélé des problèmes concernant la gestion d'EAS Airlines (en), notamment en ce qui concerne les procédures de maintenance et le système de surveillance de l'industrie aéronautique nigériane à l'époque. L'examen de ces problèmes a été mené avec l'aide de l'Organisation de l'aviation civile internationale (OACI) et de membres de Baines Simmons Ltd (consultant en aviation basé au Royaume-Uni). L'examen a révélé que les deux ingénieurs certificateurs ayant travaillé sur l'appareil accidenté travaillaient sans avoir de temps de pause adéquat. Rien n'indiquait que l'enregistreurs phonique (CVR) et l'enregistreurs de paramètres (FDR) avaient été inspectés quotidiennement et que certaines données de maintenance étaient restées incomplètes. la compagnie aérienne a également imposé la pratique de maintenir sa flotte d'avion en cannibalisant certaines pièces, dont un des moteurs, sur un avion inapte au vol.
Malgré ces conclusions, les enquêteurs ont déclaré qu'il n'y avait aucune preuve qu'une erreur de maintenance ait joué un rôle dans l'accident. Cependant, selon les enquêteurs, les constatations relatives à des inscriptions inadéquates dans le carnet de bord n'étaient pas rares au Nigéria, car c'était la norme pour la plupart des avions de ligne nigérian à l'époque. L'enquête a révélé que l'autorité de l'aviation civile du Nigéria (en) (NCAA) n'a pas accordé suffisamment d'attention au secteur aéronautique du pays. Lors d'un audit, il a été révélé que la NCAA disposait d'un plan d'inspection au sol, mais qu'il manquait de détails qui auraient couvert tous les aspects de la navigabilité des avions volant dans le pays.

## Conséquences
À la suite de cet accident, le Bureau nigérian d'enquête et de prévention des accidents (en) (AIPB) a émis huit recommandations, notamment des améliorations en matière de supervision des compagnies aériennes nigérianes, des sanctions plus strictes en cas de faute professionnelle et des améliorations concernant les enregistreurs de vol. La NCAA ne devrait donc pas immatriculer un aéronef sous immatriculation nigériane s'il n'est pas équipé d'un enregistreur de vol numérique. 
Il lui a également été demandé de procéder immédiatement à un audit de chaque BAC 1-11 volant au Nigéria, afin de s'assurer que seuls les exploitants disposant des pièces de rechange nécessaires sont autorisés à opérer dans le pays, en réponse aux pratiques de cannibalisation des aéronefs chez EAS Airlines.